# Palazzo dei Priori, Perugia
Palazzo dei Priori je zgodovinska stavba v mestu Perugia v Umbriji v osrednji Italiji.

## Zgodovina
Kot v drugih italijanskih srednjeveških občinah je bil tu sedež priorijev ('prvi državljani'). Ta magistratura je bila ustanovljena v Perugii leta 1303: palača se je do takrat imenovala Palazzo Nuovo del Popolo (Nova ljudska palača). Med nevzdržnimi državljanskimi prepiri se je ustanovil podeštat, ki je bil nameščen v ločeni zgradbi, Palazzo del Podestà, od katere je ostala le Loggia, ki jo je dodal Braccio da Montone ob boku stolnici San Lorenzo e San Ercolano. Ko je ta rivalska palača leta 1534 zgorela, ni bila nadomeščena, vendar so bili njeni deli vgrajeni v nadškofovo palačo, prav tako pred glavnim trgom.
Magistratura dei Priori, ki je bila nastanjena v stavbi, je sestavljala deset predstavnikov vsakega glavnega ceha Perugie izmed štiriindvajsetih, ki so obstajali in je dovoljevala mandat le dva meseca. Menjalci denarja, ki so bili v 15. stoletju nastanjeni v sosednjih prostorih, so imeli privilegij, da so bili vedno zastopani med Priori, trgovski ceh pa sta namesto enega zastopala dva člana. Po [[solna vojna (1540)|solni vojni leta 1540 (Solna vojna leta 1540 je bila posledica vstaje mesta Perugia proti Papeški državi med pontifikatom papeža Pavla III. (Alessandro Farnese). Glavni rezultat je bila dokončna podrejenost mesta Perugia papeškemu nadzoru ) so bili Priorji preimenovani v Conservatori dell'Ecclesiastica Obbedienza (Varovalci cerkvene poslušnosti) in, ko je bila Palazzo del Podestà uničena, je Palazzo dei Priori postala sedež papeškega legata, novega guvernerja Perugie. Ko je papež Julij III. obnovil Priorje, so se ga hvaležni Perugini spomnili z bronastim kipom ob stolnici.

## Opis
Zgradba obvladuje vogal, kjer glavna arterija srednjeveške Perugie, Corso Vannucci , vstopi na glavni mestni trg ; prvi del je bil zgrajen v letih 1293–97, najprej kot Palatium Novum Populi, (nova ljudska palača) , z desetimi oboki ob Corsu in tremi s pogledom na trg. Še dva oboka in velik vhodni portal sta bila dodana na pročelje proti trgu v letih 1333–37, skupaj z arkadno ložo, kjer so se javno prebrali odloki. Kasneje v 14. stoletju se je palača razširila vzdolž Corsa, s šestimi oboki in bogato izrezljanimi vhodnimi vrati, vrednimi stolnice. Ko se dvigne zgoraj, stolp preseže in nadzira obokan dostop do ulice Via dei Priori, starodavne poti, ki se spusti do etruščanskih vrat, rimske Porta Trasimena, ki so bila pokristjanjena kot Arca di S. Luca. Nadaljnji odsek po Corsu je bil zgrajen v letih 1429-43, še vedno v skladu z gotski tridelnimi okni, v njem je bil Collegio del Cambio, 'menjalnica denarja', ki je bilo finančno središče Perugie.
Obod strehe je imel originalno prsobran, manj zaradi dejanske obrambne potrebe, bolj kot simbol neodvisnosti Perugie. Pomembno je, da so bili ostanki odstranjeni leta 1610, ko se je Perugia nazadnje podredila papeški vojski. Ko se je Perugia pridružila združeni Italiji, je bil prsobran zmagovito obnovljen.
Veliki portal na trgu je obdan z mestnimi simboli, grifon Perugie in lev cesarskih gvelfov, v bronu; izvirniki so bili verjetno zajeti v beneškem Arzenalu leta 1274, kar je bilo prvo evropsko bronasto ulivanje izvedeno po antiki. Nad vrati, nanizani na palici, obešeno na verige, so bili zmagovito prikazani ključi vrat Siene po zmagi Perugie v bitki pri Torriti leta 1358.
Portal vodi do strogega obokanega podzemlja  s stopnicami, ki vodijo do obokane, s freskami okrašene Sala nekdanje dvorane Priorjev na piano nobile; Sala je bila leta 1582 dodeljena notarskemu cehu kot Sala dei Notari, ko so bili njihovi nekdanji prostori, Palazzetto dei Notari, na nasprotni strani Corsa delno porušeni ob razširitvi ulice. Na levi je vhod v Galleria Nazionale dell'Umbria, eno najpomembnejših provincialnih italijanskih zbirk umetnosti.

### Sala dei Notari
Sala dei Notari se nahaja na severni strani stavbe. Prvotno dvorana ljudskega zbora svobodne občine in sedež dvora Capitano del Popolo. Od leta 1582 je bila sedež močnega notarskega ceha, od tod tudi ime.
Ogromen obokan prostor, prekrit z zaporedjem osmih obokov, s freskami iz zadnjega desetletja 13. stoletja, ki jih pripisujejo mojstru Farnetu in ekspresionističnemu mojstru Santa Chiara, ki sta v stiku s slikarskim delom bazilike sv. Frančiška Asiškega; predstavljajo Ezopove bajke, legende, svetopisemske zgodbe in maksime. Leta 1860 je freske močno obnovil slikar Matteo Tassi, ki je po celotni površini dodal neogotske in eklektične okraske ter prebarval grbe podeštatov in kapetanov, ki so uspeli upravljati mesto. Dva grba sodnikov v uradu med letoma 1293 in 1297, poslikana na pročelju sobe, potrjujeta datum prve faze gradnje stavbe. Vzdolž oboda so klopi in sedeži, obnovljeni v 19. stoletju po prvotnih vzorcih 16. stoletja. Na vrhu desne stene je bil prehod, ki se je povezoval s prebivališčem Capitano del Popolo.
- Sala dei Notari
- Sedeži 16. stoletja potekajo po celotnem obodu sobe
- Podrobnosti
- Srednjeveške freske so izdelali lokalni umetniki

### Sala del Collegio del Cambio
Druga pomembna soba z neodvisnim vhodom na Corso Vannucci je sprejemna soba menjalnice -  Udienza del Collegio del Cambio, ki jo je od leta 1498 do 1500 s freskami okrasil Perugino, ob pomoči učenca Rafaela in opremljena z velikim lesenim pultom (Domenico del Tasso, 1492-1493) in sedeži ob stenah (Antonio da Mercatello, 1508). Okrasitev dopolnjuje terakota kip z negotovo avtoriteto (morda Benedetto da Maiano), ki prikazuje Justicio.